# 射援
射 援（しゃ えん、生没年不詳）は、中国後漢末期から三国時代の蜀漢の政治家。字は文雄。雍州扶風郡の人。

## 生涯
若くして名声があり、太尉の皇甫嵩からもその才能を評価され、娘婿となった。献帝の初めの頃、三輔が飢饉により混乱したため兄の射堅は官を去り、射援を連れて益州の劉璋の元に身を寄せた。
劉備が益州及び漢中を平定した後の建安24年（219年）、群臣が劉備を漢中王に推挙する上奏文に、射援は議曹・従事中郎・軍議中郎将として名を連ねている。
章武3年（223年）4月に劉備は没したが、その際に皇太子の劉禅に宛てた遺詔で、「私の元に来た射君（射援）から、丞相（諸葛亮）はお前の智力が高く、学習能力が期待以上であることに感嘆していると聞いた」と述べている。
射援は諸葛亮から丞相祭酒に任じられ、さらに従事中郎に転任した後、在官のまま没した。

## 一族
その先祖は『謝』姓で、北地郡の謝氏と同族だったが、祖先の謝服が将軍となって出征した際、皇帝がその姓を良くないものと考え、『射』に改姓させたという。
兄の射堅は字を文固という。彼もまた若くして名声があり、三公の府に招聘され、黄門侍郎となった。益州に身を寄せると劉璋からは長史に、劉備の時代には広漢太守、次いで蜀郡太守に任じられた。